# Konstantin Tatikios
Konstantin Tatikios (auch Tatikes, mittelgriechisch Κωνσταντῖνος ὀ Τατίκιος; † nach 1192) war ein byzantinischer Aristokrat und Verschwörer gegen Kaiser Isaak II.

## Leben
Der Protonobelissimos Konstantin Tatikios war vermutlich ein Nachkomme des Tatikios, eines prominenten Generals unter Alexios I.
Um 1192 plante Konstantin Tatikios eine Rebellion mit dem Ziel, Isaak II. zu stürzen. Hintergrund dürften die militärischen Misserfolge des Kaisers im 1186 entfachten Krieg gegen die aufständischen Bulgaren und Kumanen gewesen sein. Er scharte eine Gruppe von 500 Unterstützern um sich, die sich einige Zeit in Konstantinopel versteckt halten konnten. Noch bevor die Verschwörer, zu denen dem Geschichtsschreiber Niketas Choniates zufolge auch einflussreiche Persönlichkeiten zählten, zum entscheidenden Schlag ausholen konnten, wurde das Komplott verraten. Tatikios wurde gefangen genommen und geblendet, die in Byzanz damals übliche Strafe für Usurpation und Hochverrat. 
Tatikios’ weiteres Schicksal ist unbekannt. Wenig später scheiterte ein Neffe des von Isaak II. gestürzten Andronikos I., Isaak Komnenos, mit einem weiteren Versuch, die Macht in Konstantinopel an sich zu reißen.